# Karti
Karti (persiska: كِرِتی, كرتی) är en ort i Iran. Den ligger i provinsen Hormozgan, i den sydöstra delen av landet, 1 400 km sydost om huvudstaden Teheran. Karti ligger 7 meter över havet och antalet invånare är 522.
Terrängen runt Karti är platt. Närmaste större samhälle är Bayahi, 9,6 km väster om Karti. Trakten runt Karti är ofruktbar med lite eller ingen växtlighet.